# 昭和残侠伝 吼えろ唐獅子
『昭和残侠伝 吼えろ唐獅子』（しょうわざんきょうでん ほえろからじし）は、1971年10月27日に公開された日本映画。監督は佐伯清、主演は高倉健、製作は東映である。昭和残侠伝シリーズの第8作。

## あらすじ
時は昭和初期。客人として前橋の黒田組に草鞋をぬぐ花田秀次郎は、黒田組の風間文三の助っ人として対抗勢力である川勝組の親分を斬る。

## 出演者
- 花田秀次郎：高倉健
- 三州政治：鶴田浩二
- 風間重吉：池部良
- 風間文三：松方弘樹
- 加代：松原智恵子
- おみの：光川環世
- 阿野金一：玉川良一
- 黒田米吉：葉山良二
- 稲葉寅松：諸角啓二郎
- 若井竜吉：植田灯孝
- 舟木勝：小林稔侍
- 立山：大下哲也
- 小岩源七：沼田曜一
- 古野今朝次：佐川二郎
- 平賀忍五郎：須賀良
- 井岩又市：高野眞二
- 村井音松：花田達
- 岩佐幸平：清水元
- 信吉：青木卓司
- 八巻：田中計
- 久保木：山内修
- 犬飼：団巌
- 矢崎：山岡徹也
- 佐竹：滝島孝二
- 三州の子分：松原光二
- 尾関正八：中田博久
- 悪徳刑事：八名信夫
- 江口：三浦忍
- 川勝一家親分：沢彰謙
- 小作人：須藤健
- 矢崎：河合絃司
- 刑事：南川直
- 壺振り：土山登士幸
- 稲葉一家子分：山浦栄
- 女将：山本緑
- 看護婦：伊藤慶子
- 芸者：亀井和子
- 矢崎の子分：久保一、泉福之助
- 岩佐の子分：鴨田喜由、伊藤漠
- 黒田の子分：伊達弘、山下勝也
- 医者：相馬剛三、清水正
- 胴元・三州の子分：清水照夫（ノンクレジット）
- 胴元・黒田の子分：亀山達也（ノンクレジット）

## 主題歌
『昭和残侠伝』
- 作詞：水城一狼・矢野亮
- 作曲：水城一狼
- 唄：高倉健